# Fuck Me, I’m Famous
Fuck Me, I’m Famous David Guetta első mix-albuma, amelyet 2003-ban adott ki.

## Dalok listája
1. Just For One Day (Heroes) (közreműködik Bowie) - 5:15
2. "Shout" (közreműködik E Funk és Donica Thorton) - 5:19
3. "Shale it" (közreműködik Lee Cabrera) - 5:43
4. "Fuckin' Track" (közreműködik Da Fresh) - 3:33
5. "Satisfaction" (közreműködik Benny Benassi) - 4:16
6. "Distortion" - 4:26
7. "Dancing In The Dark" (közreműködik 4 Tune 500) - 4:51
8. "Hard Beats" (közreműködik Martin Solveig) - 4:11
9. "Sunshine" (közreműködik Tomasz és Filterheadz) - 5:24
10. "Sometimes" (közreműködik Deux) - 2:12
11. "If You Give Me Love" (közreműködik Crydajam) - 4:18
12. "Ghetto Blaster" (közreműködik Twin Pitch) - 1:14
13. "Stock Exchange" (közreműködik Miss Kittin és The Hacker) - 2:05
14. "Who Need Sleep Tonigh" (közreműködik Bob Sinclar) - 4:16
15. "Bye Bye Superman" (közreműködik Geyster) - 4:31
16. "Bucci Bag" (közreműködik Andrea Doria) - 4:52

## Fuck Me I'm Famous Vol. 2 (2005)
1. "Lift Your Leg Up" (Zookey)
2. "Freek U" (Bon Garçon)
3. "Most Precious Love" (Blaze featuring Barbara Tucker)
4. "Everybody" (Martin Solveig)
5. "Pump Up the Jam" (D.O.N.S. featuring Technotronic)
6. "Geht's Noch" (Roman Flugel)
7. "Not So Dirty" (Who's Who)
8. "The World Is Mine" (David Guetta featuring JD Davis)
9. "Shot You Down" (Audio Bullys featuring Nancy Sinatra)
10. "I Like the Way (You Move)" (BodyRockers)
11. "Say Hello" (Deep Dish)
12. "In Love with Myself" (David Guetta featuring JD Davis)
13. "Miss Me Blind" (Culture Club)
14. "Rock the Choice" (Joachim Garraud)
15. "Manga" (H Man)
16. "Louder Than a Bomb" (Tiga)
17. "The Drill" (The Drill)
18. "Infatuation" (Jan Francisco and Joseph Armani)

## Külső hivatkozások
- David Guetta hivatalos oldala